# اوبیگنوس
اوبیگنوس (به فرانسوی: Aubignosc) یک کمون در فرانسه است که در canton of Volonne واقع شده‌است. اوبیگنوس ۱۴٫۷۴ کیلومتر مربع مساحت دارد ۴۶۰ متر بالاتر از سطح دریا واقع شده‌است.